# Josza Anjembe
Josza Anjembe (* 1982 in Paris) ist eine französische Filmregisseurin, Dokumentarfilmerin und Journalistin.

## Leben
Anjembes Eltern stammen aus dem Kamerun, die Mutter arbeitete als Krankenschwester und der Vater als Dachdecker. Anjembe wuchs mit ihrem Zwillingsbruder in Bondy auf; als sie sieben Jahre alt war, trennten sich die Eltern und Anjembe zog mit der Mutter nach Les Lilas; später folgten Umzüge nach Paris, Pantin und Le Pré-Saint-Gervais. In ihrer Kindheit und Jugend spielte sie Klavier und besuchte das Musikkonservatorium. Anjembe schloss die Schule mit dem Baccalauréat ES ab; es folgte ein Masterstudium im Bereich Journalismus und Politik an der Université Paris-VIII. Während ihres Studiums absolvierte sie ein Praktikum beim Fernsehen.
Sie arbeitete nach Ende des Studiums zunächst sechs Jahre lang für Reportagen der Sendung Sans aucun doute auf TF1; später arbeitete sie für die Sender France 5 und France 2 im Nachrichtenbereich. Für den Sender Africa 24 reiste sie ab 2009 mehrfach nach Afrika; zudem arbeitete sie für den Sender Canal+ Afrique. Im Jahr 2011 veröffentlichte sie ihren ersten Dokumentarfilm Massage à la camerounaise, in dem sie das „Bügeln der Brust“ bei kamerunischen jungen Frauen behandelte, eine Form der Genitalverstümmelung. Der 2010 gedrehte Film, den Anjembe selbst schnitt, wurde auf zahlreichen Festivals gezeigt, darunter auf dem Festival international de documentaires in Biarritz, im August 2011 auf dem Festival des Films du monde in Montréal und auf dem Festival de films de femmes in Créteil. Im Jahr 2012 folgte Anjembes zweiter Dokumentarfilm K.R.U.M.P, une histoire du Krump en France, in dem sie die Entwicklung des Krumping in Frankreich behandelte. Hierbei arbeitete sie vier Jahre lang mit einer Tanzgruppe zusammen.
Eher zufällig kam Anjembe zum Spielfilm und absolvierte 2013 auf Anraten eines Freundes ein Praktikum im Bereich Dramaturgie. Sie realisierte 2016 ihren ersten Kurzfilm Le bleu blanc rouge de mes cheveux. Der Film um eine junge Frau, die sich entgegen dem Willen des kamerunischen Vaters für die französische Staatsbürgerschaft entscheidet und ihren Afro-Look zur Glatze schneiden lässt, um in den vorgegebenen Fotorahmen für das Passfoto zu passen, geht auf ein persönliches Erlebnis Anjembes bei einer Passbeantragung zurück. Le bleu blanc rouge de mes cheveux wurde 2018 für einen César in der Kategorie Bester Kurzfilm nominiert. Im Jahr 2019 erschien Anjembes zweiter Kurzfilm Baltringue, der im Gefängnis spielt; sie führte Regie und schrieb das Drehbuch. Für Baltringue erhielt sie nach 2018 erneut eine César-Nominierung in der Kategorie Bester Kurzfilm.

## Filmografie
- 2011: Massage à la camerounaise (Dokumentarfilm)
- 2012: K.R.U.M.P, une histoire du Krump en France (Dokumentarfilm)
- 2017: Le bleu blanc rouge de mes cheveux[7] (Kurzfilm)
- 2019: Baltringue (Kurzfilm)

## Auszeichnungen
- 2016: Palm Springs International ShortFest, HP Bridging the Borders Award für Le bleu blanc rouge de mes cheveux
- 2017: Jurypreis im Europäischen Wettbewerb, Kortfilmfestival Leuven, für Le bleu blanc rouge de mes cheveux
- 2018: César-Nominierung, Bester Kurzfilm, für Le bleu blanc rouge de mes cheveux
- 2021: César-Nominierung, Bester Kurzfilm, für Baltringue